# حلقات البصل
حلقات البصل (بالإنجليزية: Onion rings)‏ هي شكل من أشكال المقبلات أو طبق جانبي يوجد عادة في الولايات المتحدة وكندا والمملكة المتحدة وأيرلندا وأستراليا ونيوزيلندا وجنوب إفريقيا وبعض الأجزاء من آسيا وأوروبا وأمريكا اللاتينية. تتكون بشكل عام من «حلقة» مقطعية من البصل (هيكلها الدائري يناسب طريقة التحضير هذه) مغموسة في العجين أو فتات الخبز ثم تقلى بعمق؛ البديل مصنوع من معجون البصل. بينما تُقدم عادة كطبق جانبي، غالبًا ما تؤكل حلقات البصل بمفردها. تتحلل عملية الطهي أكسيد البروبانيثيال الموجود ي البصل إلى ثنائي كبريتيد البروبينيل ذو الرائحة الحلوة والمذاق الحلو، وهو المسؤول عن الطعم الحلو قليلاً لحلقات البصل.

## تاريخ
الأصول الدقيقة لحلقات البصل المقلية غير معروفة. ومع ذلك، ظهرت وصفة للبصل الذي يُغمس في الحليب ثم يُغمر في الدقيق ويُقلى جيدًا في إعلان عام 1933 لكريسكو في مجلة نيويورك تايمز.
ربما ظهرت وصفة للبصل المقلي الفرنسي في ميدلتاون، نيويورك ديلي تايمز في 13 يناير 1910. لا يدعون أنهم أنشؤوا الوصفة.
أحد المطالبين باختراع حلقات البصل هو سلسلة مطاعم كيربيز بيغ ستاند، التي تأسست في أوك كليف، تكساس في أوائل عشرينيات القرن الماضي. السلسلة التي كانت مزدهرة ذات يوم، والتي شهدت ذروتها في الأربعينيات من القرن الماضي بأكثر من 100 موقع في جميع أنحاء الولايات المتحدة، تدعي أيضًا أنها منشئ خبز تكساس المحمص.

يتضمن كتاب الطبخ لعام 1802 لجون مولارد "فن الطبخ السهل والمكرر" (الصفحة 152) وصفة تسمى "البصل المقلي مع جبنة البارميزان". تقترح الوصفة تقطيع البصل إلى 1/2 "حلقات، وتغميسها في خليط مصنوع من الدقيق، والقشدة، والملح، والفلفل، وجبن البارميزان، ثم قليه في شحم خنزير مغلي. كما يقترح تقديمها مع صلصة مصنوعة من الزبدة المذابة والخردل.

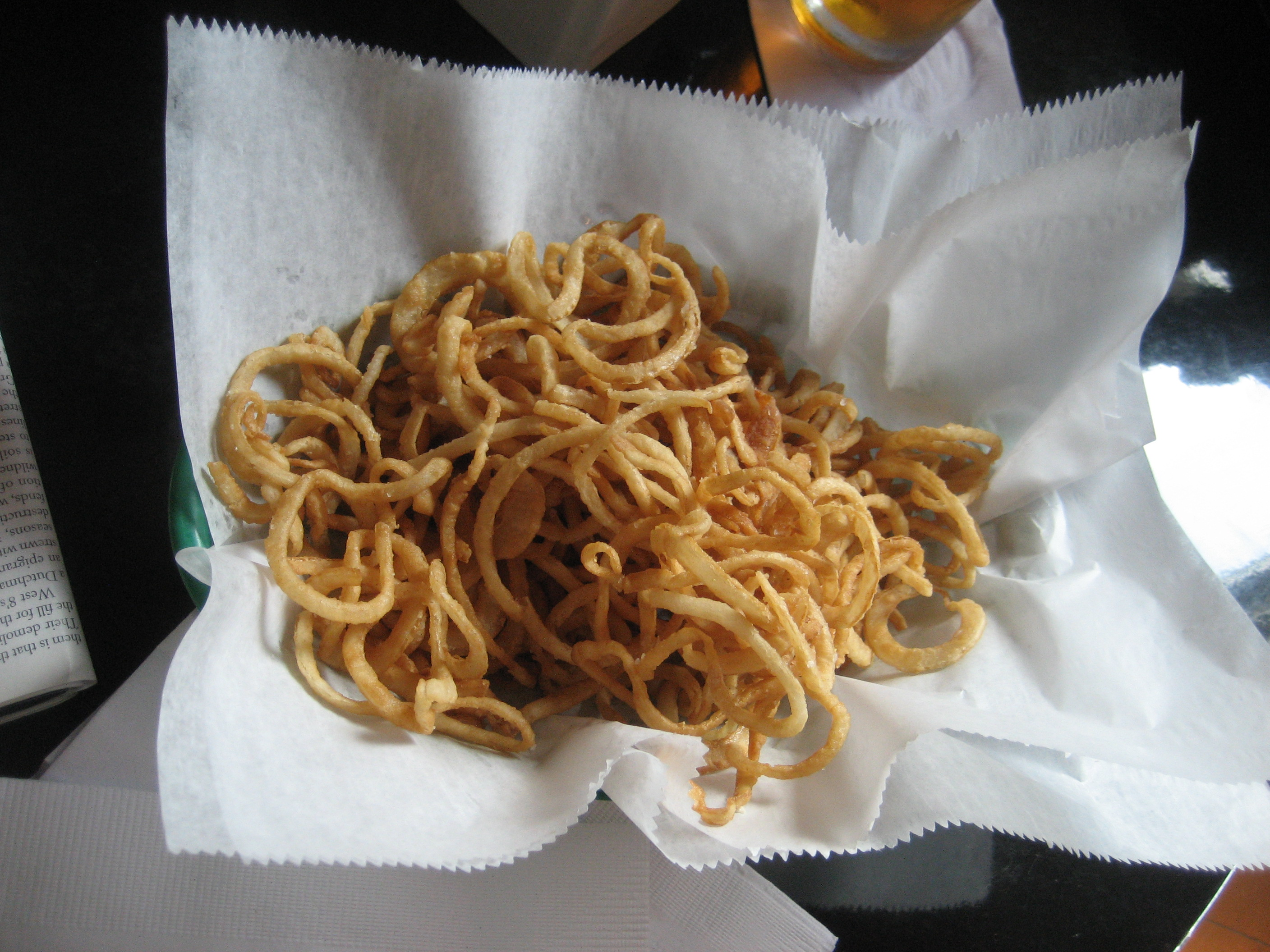
حلقات البصل
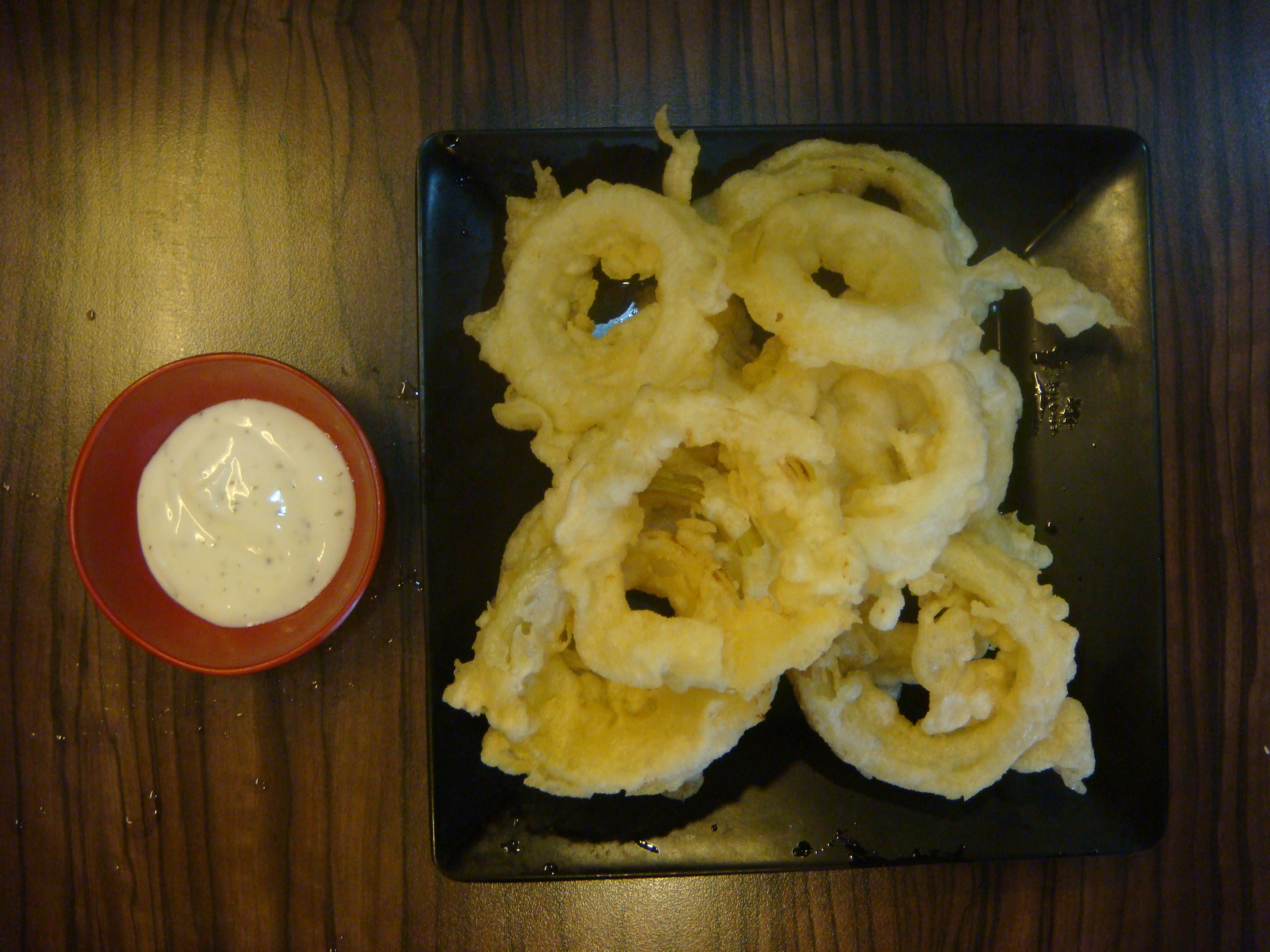
حلقات بصل مع صلصة للتغميس (فلبيني)